# Mycalesis ribbei
Mycalesis ribbei är en fjärilsart som beskrevs av Heinrich Neustetter 1916. Mycalesis ribbei ingår i släktet Mycalesis och familjen praktfjärilar. Inga underarter finns listade i Catalogue of Life.